# Американо-ланкийские отношения
Американо-ланкийские отношения — двусторонние дипломатические отношения между США и Шри-Ланкой. 

## История
Отношения между США и Шри-Ланкой основаны на взаимных интересах и общей приверженности идеалам демократических ценностей. Политика США в отношении Шри-Ланки характеризуется уважением к её независимости, суверенитету, умеренной внешней политике неприсоединения, поддержке единства и территориальной целостности страны, демократических институтов и социально-экономического развития. Соединенные Штаты решительно поддерживают окончание гражданской войны на Шри-Ланке в 2009 году.

## Экономическая помощь
США оказали помощь на сумму более 2 млрд. долларов США с момента обретения независимости Шри-Ланки в 1948 году. Через Агентство США по международному развитию (USAID), американцы способствовали экономическому росту на Шри-Ланке осуществляя проекты, направленные на сокращение безработицы, улучшение жилищных условий, развитие фондовой биржи в Коломбо, модернизации судебно-правовой системы и повышения конкурентоспособности. В 2013 году Соединенные Штаты предоставили 8,7 млн долларов США для поддержки Шри-Ланки в постконфликтной гуманитарной ситуации, возникшей после окончания гражданской войны. Международное бюро трансляции (IBB) управляет радиопередающими станциями на Шри-Ланке. Вооружённые силы США плотно сотрудничают с оборонным ведомством Шри-Ланки. США также оказывает техническую помощь Шри-Ланке во многих областях, включая биотехнологии, защиту прав интеллектуальной собственности и кибербезопасности.

## Торговля
В 2012 году экспорт Шри-Ланки в США (в основном одежда, чай, каучук, драгоценные камни и бижутерия) составил сумму в 2,2 млрд долларов США или 22 % от общего объёма экспорта. Соединенные Штаты — самый большой рынок сбыта по экспорту одежды для Шри-Ланки, принимая 40 % от общего объёма поставок одежды за рубеж. В 2012 году экспорт США на Шри-Ланку составил сумму в 224 млн долларов США: поставка промышленных машин, медицинских инструментов, деталей самолетов, чечевицы, бумаги, тканей и текстильных изделий для использования в швейной промышленности, фруктов и лекарственных препаратов.